# Le Grand Slam
 (mars 2016).
Si vous disposez d'ouvrages ou d'articles de référence ou si vous connaissez des sites web de qualité traitant du thème abordé ici, merci de compléter l'article en donnant les références utiles à sa vérifiabilité et en les liant à la section « Notes et références ».
Le Grand Slam est un jeu télévisé français présenté par Cyril Féraud, créé par Jean-Michel Salomon et produit par Effervescence Label. Diffusé du 1er mars 2015 au 25 août 2024 sur France 3, il s'agit de la version dominicale du jeu Slam, dans laquelle d'anciens candidats de l'émission s'affrontent pour remporter les 10 000 € mis en jeu et prendre la place du champion en lice.
À partir du 1er septembre 2024, Le Grand Slam est remplacé par une émission quotidienne de Slam.

## Principe et règles
D'anciens candidats de l'émission quotidienne Slam viennent défier le grand champion pour tenter de gagner jusqu'à 10 000 € par semaine.

### Sélections
Le grand champion en titre est d'ores et déjà qualifié pour le match.
Trois challengers, soit d'anciens vainqueurs, soit des candidats marquants de l'émission quotidienne, tentent de le rejoindre au cours de cette première manche.
Les trois candidats jouent ensemble avec une grille de douze mots (dix mots jusqu'au 6 mars 2016), sur le déroulement de la 1re manche de l'émission quotidienne. À l'issue de la manche, les deux candidats au score le plus élevé rejoignent le grand champion en plateau, le dernier est éliminé et ne remporte rien.

### Match
Le déroulement du match est similaire à l'émission quotidienne, en opposant le grand champion aux deux challengers restants.
Les deux grilles ont douze mots (anciennement huit et dix mots pour la 1re grille). Un candidat est éliminé à l'issue de chaque grille remplie.
Le candidat restant à l'issue des deux grilles devient ou reste le grand champion, et prend ensuite part à la finale.

### Finale
On présente au grand champion cette fois deux grilles à remplir, avec chacune un thème. Il doit ensuite choisir six cases parmi dix numérotées de 1 à 10, chacune renfermant des lettres des deux grilles. On dévoile ensuite les thèmes au grand champion, qui doit choisir avec lequel il commencera la finale, sachant qu'il ne voit encore aucune des deux grilles.
Il a alors 100 secondes pour remplir les deux grilles. Il commence avec la première, qu'il ne découvre qu'à ce moment-là. S'il la remplit intégralement, il passe directement à la seconde, qu'il découvre alors. S'il bloque sur la première, il a la possibilité de passer à l'autre grille en disant "Stop chrono". Cependant, s'il fait ainsi, il abandonne définitivement la première grille (il peut par exemple stopper le chronomètre à 50 secondes, en gardant la moitié du temps pour la seconde grille).
Le barème des gains est défini ainsi : 500 € par mot trouvé, 4 000 € pour une grille complétée en entier (cumulés aux gains de la seconde si celle-ci n'est pas achevée), et 10 000 € si les deux grilles sont intégralement remplies.
Dans tous les cas, le grand champion est assuré de revenir défendre son titre le dimanche suivant et ses gains sont définitivement acquis.

### Règles antérieures
Lors du lancement du jeu, et jusqu'au 23 août 2015, quatre nouveaux candidats participaient chaque semaine. Les sélections se déroulaient en deux phases, opposant chacune deux candidats avec une grille de huit mots. À l'issue de chaque phase, le score le plus élevé rejoignait le champion pour prendre part au match.

## Lancement
Le jeu remplace Questions pour un super champion diffusé depuis 2006, déplacé le samedi à la même heure. Il correspond au souhait de Dana Hastier, directrice de France 3, de rajeunir l'audience de la chaîne et donner davantage de temps d'antenne à Cyril Féraud.

## Audiences
Le dimanche 26 avril 2020, le jeu enregistre son record historique en atteignant 15,6 % de parts d'audience (4 ans et +) et en atteignant 2 050 000 téléspectateurs.
Le 9 août 2020, le jeu bat son record de part de marché, s'affichant à 16,4 % de part de marché sur les quatre ans et plus et réunissant 1,74 million de téléspectateurs.

## Records
Le 17 juillet 2022, Enzo, étudiant de 19 ans, atteint la cagnotte de 159 500 €, ce qui en fait le plus gros gain remporté dans un jeu sur France 3. Il est éliminé le 6 novembre 2022 après 39 victoires et avec une cagnotte de 239 500 € .

### Classement des champions
- Si vous ne connaissez pas le sujet, laissez ce bandeau (vous pouvez alors contacter les auteurs).
- Si vous supprimez le contenu mis en cause (vous pouvez préalablement contacter les auteurs),

argumentez précisément cette suppression dans la page de discussion
(un manque de référence n'est pas un argument ; une recherche réelle de référence doit avoir été effectuée, être formellement documentée).
| Légende | Candidats respectivement classés 1er, 2e et 3e | et/ou En cours : Candidat actuel |

Sont répertoriés les champions ayant eu au moins dix victoires ainsi que leur gain, les dates de début et de fin de leur participation. Le classement est fait par la somme remportée puis par le nombre de victoires. Les records sont en gras. La ligne du champion en cours est en bleu. Le tableau se base sur les dates en France, dernière diffusion de la journée pour chaque émission qui se termine à 18 h 50.
| Rang | Noms                      | Victoires | Gains     | Début           | Fin              |
| ---- | ------------------------- | --------- | --------- | --------------- | ---------------- |
| 1    | Enzo                      | 39        | 239 500 € | 30 janvier 2022 | 6 novembre 2022  |
| 2    | Arthur Ouvrard,           | 27        | 158 000 € | 12 avril 2020   | 18 octobre 2020  |
| 3    | Francis Beaupain          | 23        | 137 500 € | 8 juillet 2018  | 23 décembre 2018 |
| 4    | Loris[réf. nécessaire]    | 13        | 81 000 €  | 18 octobre 2015 | 17 janvier 2016  |
| 5    | Benjamin[réf. nécessaire] | 11        | 76 500 €  | 19 juillet 2015 | 4 octobre 2015   |

## Identité visuelle

Logo du Grand Slam jusqu'au 10 septembre 2017.
Logo du Grand Slam du 17 septembre 2017 au 25 août 2024.

## Départ de Cyril Féraud
Le 27 avril 2024, Cyril Féraud annonce au quotidien Le Parisien arrêter la présentation de Slam pour récupérer celle de Tout le monde veut prendre sa place le midi sur France 2 succédant à  Jarry,.